# Boris Pfeifer
Boris Pfeifer (* 29. September 1972 in Wien) ist ein österreichischer Schauspieler, Sänger und Musicaldarsteller.

## Leben
Boris Pfeifer wuchs in Wien auf. Er absolvierte nach dem Gymnasium und TGM das Konservatorium der Stadt Wien in der Abteilung „Musikalisches Unterhaltungstheater“ und bestand die Ausbildung mit Auszeichnung. Er erhielt seine ersten Engagements am Stadttheater Klagenfurt, Wiener Metropol, Collosseum Theater Essen und Theater 82er Haus. 2001 debütierte er bei den VBW im Theater an der Wien in dem Musical Jekyll & Hyde. Es folgten weiter Engagements bei den VBW für Romeo & Julia und Mamma Mia. 2004 war er erstmals an der Oper Graz als Judas in Jesus Christ Superstar gefolgt von Anything Goes, The Sound of Music und Funny Girl zu sehen. 2005 debütierte er an der Volksoper Wien in Der Vetter aus Dingsda  gefolgt von zahlreichen Produktionen eben dort. Weitere Engagements führten ihn an die Wiener Kammerspiele, an das Theater St. Gallen in der Schweiz, Gärtnerplatztheater in München und Stadttheater Baden.
Boris Pfeifer lebt in Gablitz bei Wien.

## Engagements
- 2024: Historiker/Mrs Gallahad/Noch nicht tot Fred/Dorfbewohner/Prinz Herbert/Fahrender Sänger/Französischer Spötter/Zauberer Tim in SPAMALOT – Stadttheater Baden
- 2023: Jack Favell in Rebecca – Raimundtheater VBW
- 2022: Jack Favell in Rebecca – Raimundtheater VBW
- 2022: Leopold in Im weißen Rössl – Stadttheater Baden
- 2020: Sigismund in Im weißen Rössl – Gärtnerplatztheater
- 2020: Goldoni in Vivaldi[6][7][8][9] – Volksoper Wien
- 2019: Chip in On the town[10] – Gärtnerplatztheater
- 2019: Sancho in Mann von La Mancha – Volksoper Wien
- 2018: Goldoni in Vivaldi – Volksoper Wien
- 2017: 39 Stufen – Kammerspiele Wien
- 2017: Moonface Martin in Anything Goes – Gärtnerplatztheater
- 2017: Chip in On the town – Theater St. Gallen
- 2016: Felix in Ein seltsames Paar – Theatersommer Haag
- 2016: Kapitän von Trapp in The Sound of Music – Volksoper Wien
- 2016: Nick Arnstein in Funny Girl – Oper Graz
- 2015: Sancho in Mann von La Mancha – Volksoper Wien
- 2014: Sam in Mamma Mia – Raimundtheater VBW
- 2014: Der Brasilianer in Pariser Leben – Volksoper Wien
- 2013: Cornelius Hackl in Hello Dolly – Lehár Festival Bad Ischl
- 2013: Adam in Rosen in Tirol[11] – Metropol Wien
- 2012: Vincent di Ruzzio in Lucky Stiff – Kammerspiele Wien
- 2012: Calicot in Madame Pompadour – Volksoper Wien
- 2011: Hysterium in Die spinnen, die Römer – Volksoper Wien
- 2011: Leopold in Im weißen Rössl – Lehár Festival Bad Ischl
- 2010: Napoleon in Die Bajadere – Stadttheater Baden
- 2009: Kapitän von Trapp in The Sound of Music – Oper Graz
- 2009: Jerry in Sugar – Manche mögen’s heiß – Kammerspiele Wien
- 2009: Gladhand in West Side Story – Oper Graz
- 2009: Mackie Messer in Die Dreigroschenoper – Stadttheater Klagenfurt
- 2009: Vetter Roderich in Der Vetter aus Dingsda  – Volksoper Wien
- 2008: Judas in Jesus Christ Superstar – Stadttheater Klagenfurt
- 2007: Moonface Martin in Anything Goes – Stadttheater Klagenfurt
- 2006: Che in Evita – Stadttheater Baden
- 2005: Der Fürst in Romeo & Julia – Raimundtheater VBW
- 2004: Judas in Jesus Christ Superstar – Oper Graz
- 2003: Hugo in PINK! – Metropol Wien
- 2003: Lord Canterville in Das Gespenst von Canterville – Stadttheater Klagenfurt
- 2002: Alpha in Sternenbrüder – Raimundtheater
- 2001: Utterson in Jekyll & Hyde – Theater an der Wien VBW
- 2001: Boni in Die Csardasfürstin – Renaissancetheater Wien
- 2001: Kardinal Rauscher in Elisabeth – Colosseum Essen
- 2000: Paolo in Momo – Stadttheater Klagenfurt
- 2000: Emigrant in Bombenstimmung – Theater 82er Haus
- 1999: Löwe in Wizard of Oz – Stadttheater Klagenfurt
- 1998: Leopold in Im weißen Rössl – Theater 82er Haus
- 1997: Klaus Nitzer in Pflanz der Vampire – Theater 82er Haus

## Filmografie
- 2004: Soko Kitzbühel[12]

## Diskografie
- 2017 Vivaldi: die fünfte Jahreszeit – Original Cast CD/DVD[13]
- 2012 Madame Pompadour – Volksoper Wien[14]
- 2005 Romeo & Julia – Vienna Cast[15]
- 2002 Jekyll & Hyde – Vienna Cast[16]